# Prăbușirea avionului Antonov An-24 din 2006
La 19 ianuarie 2006, un avion Antonov An-24 al Forțelor Aeriene Slovace s-a prăbușit în nordul Ungariei, în apropierea satului Hejce și a orașului Telkibánya. Avionul transporta trupe de menținere a păcii KFOR din Kosovo. Din cele 43 de persoane aflate la bord, doar o singură persoană a supraviețuit. Accidentul este considerat ca fiind cel mai mortal de acest tip din istoria Slovaciei.

## Fundal
Avionul implicat în accident a fost un Antonov An-24V, versiunea cu 50 de locuri a lui Antonov An-24, o aeronavă de transport bimotor turbopropulsor. Avionul a fost fabricat la 31 octombrie 1969 în Uniunea Republicilor Sovietice Socialiste cu numărul de ordine 97305605.
Avionul transporta forțe de menținere a păcii din Slovacia, care au finalizat o misiune KFOR a NATO de șase luni în Kosovo. Aeronava militară slovacă zbura dinspre Aeroportul Internațional Pristina din Priștina, Kosovo spre Aeroportul Internațional din Košice, Slovacia. Jumătate din numărul forțelor slovace care au fost dislocate în Kosovo se aflau în acest avion.

## Prăbușire
La ora 19:38 CET (18:38 GMT), aeronava a dispărut de pe ecranele radar ale controlorilor de trafic aerian. Aeronava s-a prăbușit pe terenul înzăpezit și împădurit al dealului Borsó, la o altitudine de 700 de metri, în apropierea satului maghiar Hejce și a orașului Telkibánya. Locul accidentului este la aproximativ 20 km de Košice și la aproximativ 3 km de granița slovacă.
Potrivit Agenției Maghiare de Management al Dezastrelor, avionul a lovit vârfurile copacilor înainte de a lua foc și de a se prăbuși. Tibor Dobson, de la unitatea de prevenire a dezastrelor din cadrul Ministerului de Interne al Ungariei, a fost citat spunând că resturile avionului și cadavrele au fost împrăștiate pe o suprafață mare, iar purtătorul de cuvânt al poliției ungare, László Garamvölgyi, a fost citat spunând că era o temperatură de −18 °C la locul accidentului și că fuzelajul a ars complet.

### Intervenții de urgență
Lucrătorii de urgență care au sosit la fața locului au fost însărcinați nu numai cu căutarea supraviețuitorilor, ci și cu stingerea focului de la locul accidentului. Autoritățile maghiare au raportat că terenul puternic împădurit și abrupt, precum și temperaturile scăzute, au contribuit la magnitudinea dezastrului și împiedicarea eforturilor de salvare. De asemenea, s-a raportat că elicopterele nu au reușit să aterizeze la locul accidentului. Accesul a fost îngreunat și din cauză că drumul care duce la locul accidentului a fost acoperit de zăpadă.
Michaela Farkasova, soția singurului pasager supraviețuitor, a afirmat că a primit un apel de pe telefonul celular al soțului ei, Martin Farkaš. Ea a spus că a primit un apel în jurul orei 19:30 EET (18:30 GMT). Ea a fost citată afirmând că soțul i-a spus că avionul în care se afla s-a prăbușit într-o pădure. Cu puțin înainte ca să se întrerupă convorbirea, i-a cerut să alerteze serviciile de urgență și poliția.

## Singurul supraviețuitor
Singurul supraviețuitor al accidentului a fost locotenentul slovac, Martin Farkaš. El a avut inflamații minore ale creierului și leziuni pulmonare în timpul accidentului și a fost transportat la Košice pentru tratament ulterior. El a fost pus într-o stare de comă indusă medical, dar în curând s-a anunțat că este într-o stare stabilă.
Potrivit salvatorilor, supraviețuirea lui a fost un noroc pur, pentru că în momentul accidentului se afla în toaleta aeronavei, care a suferit daune mici.

## Reacții și consecințe

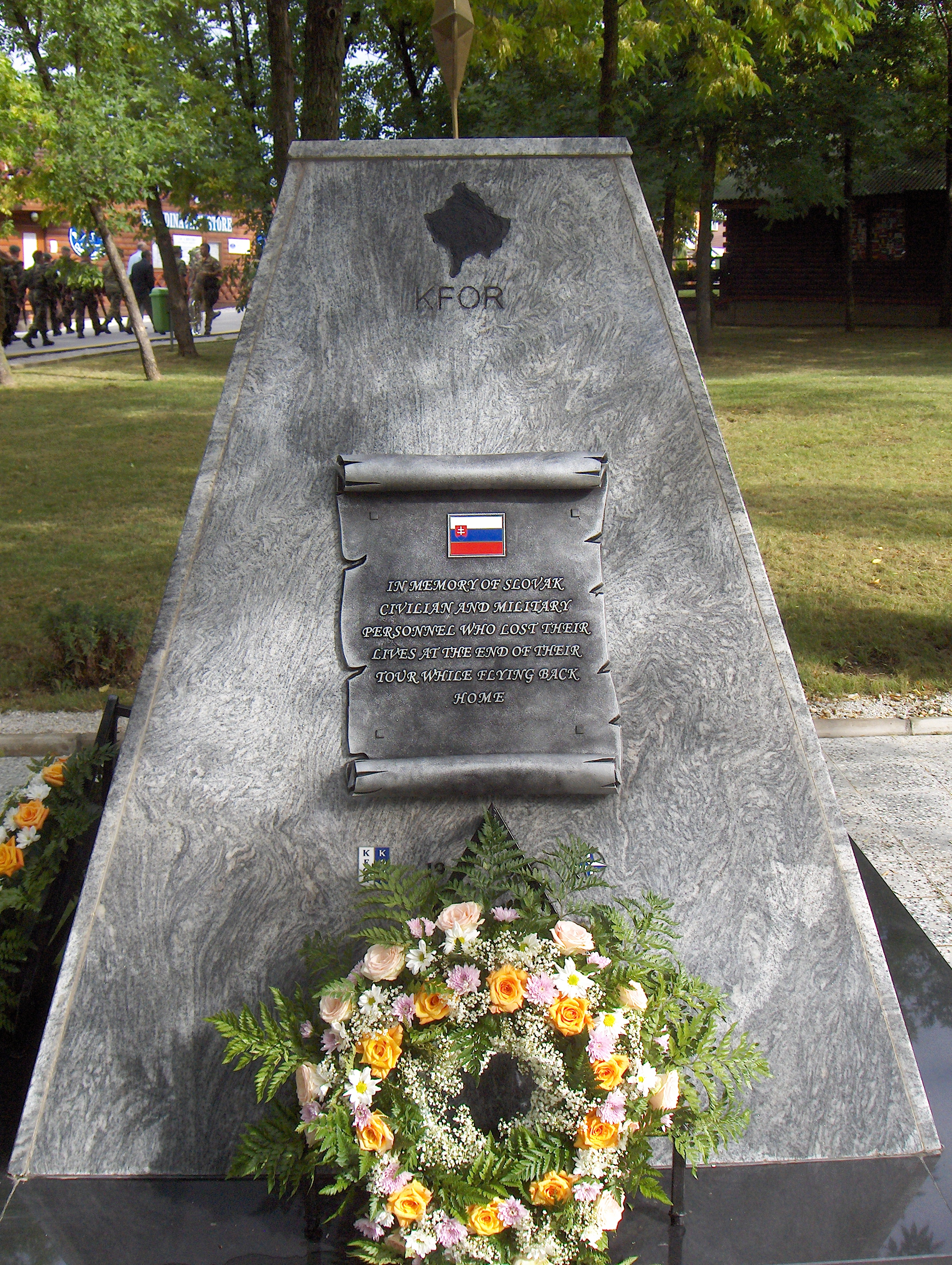
Memorial victimelor accidentului comandat de KFOR

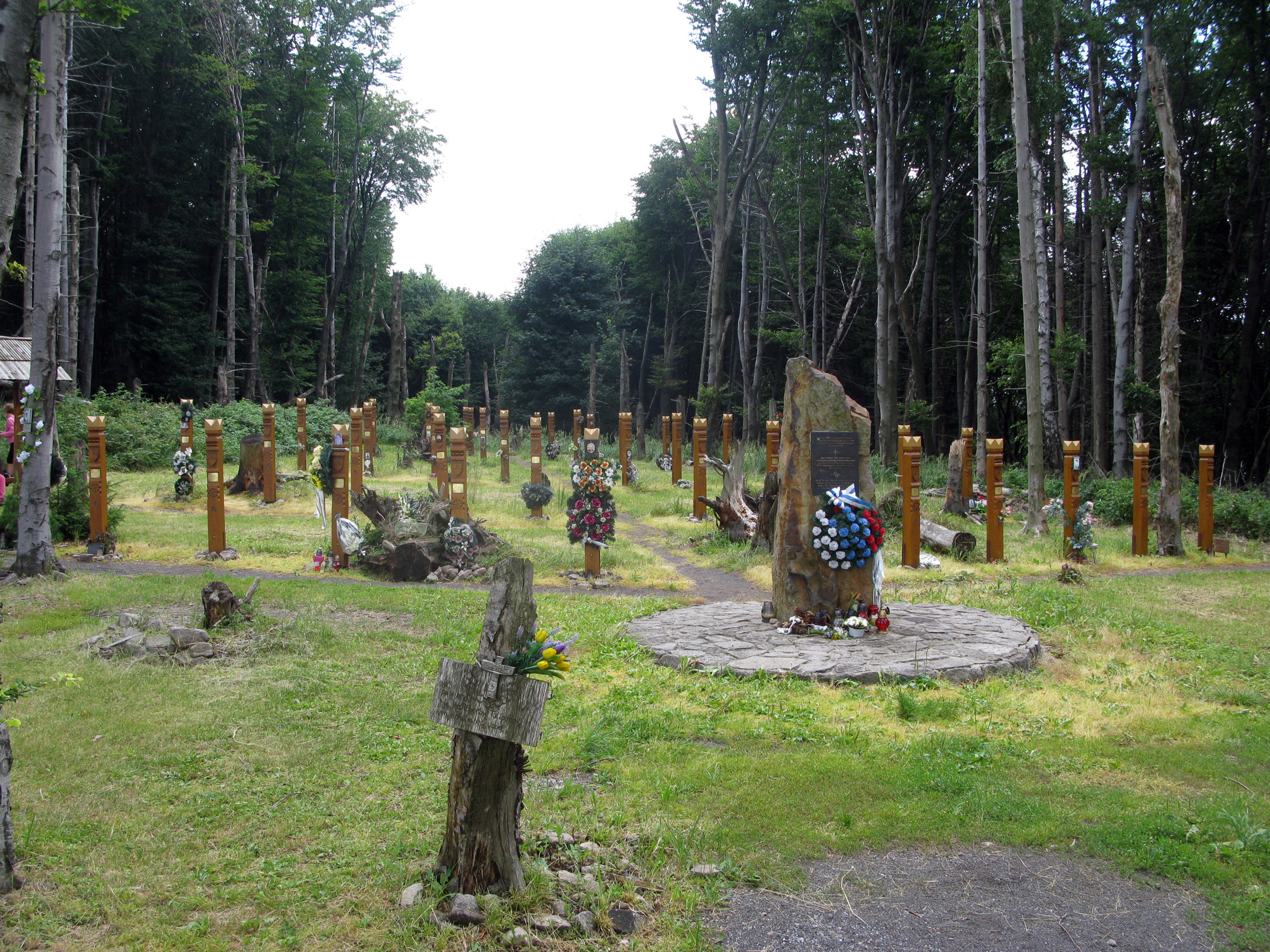
Memorial al victimelor de pe dealul Borsó

Ambasadorul Statelor Unite în Slovacia, Rodolphe Vallee, a emis o declarație la 30 ianuarie, exprimându-și condoleanțele familiilor și prietenilor victimelor, forțelor armate slovace și Republicii Slovace. Secretarul general al NATO, Jaap de Hoop Scheffer, a emis o declarație în câteva ore după incident în care și-a exprimat condoleanțele.  Ministrul slovac al apărării, Juraj Liška a demisionat.

### Memoriale
Imediat după prăbușire, steagurile au fost coborâte în bernă, iar sirenele au fost pornite ca un tribut adus victimelor.
La 30 martie 2006, generalul-maior american R. Martin Umbarger, comandant General al  Indiana Army National Guard, a prezentat un memorial generalului-maior slovac Peter Gajdos în cadrul unei ceremonii la sediul Ministerului slovac al Apărării din Bratislava. La 27 martie, memorialul a fost dus la Prešov și pe 29 martie la Trebišov înainte de a se fi dus înapoi la Bratislava.
La 18 septembrie 2006, Guvernul Slovaciei a alocat suma de 1,5 milioane de coroane din fondul său de rezervă pentru a construi un memorial în satul maghiar din Hejce, în apropierea locului accidentului. Ministerul Apărării din Slovacia a reușit să adune 1,496 milioane de coroane prin strângere de fonduri. Cabinetul slovac s-a angajat să ofere o sume asemănătoare cu cea din donațiile publice și a alocat 1,5 milioane de coroane. Memorialul a costat aproximativ 4,5 milioane de coroane slovace.
La 19 ianuarie 2007, prima aniversare a prăbușirii a fost comemorată de cei dragi, printre care Martin Farkaš și soția sa, precum și militari slovaci și maghiari. Printre cei care au participat au fost noul ministru slovac al apărării, František Kašický, șeful Statului Major al Armatei Slovace, Ľubomír Bulík, secretarul de stat al apărării din Ungaria, József Bali, și șeful Statului Major al Armatei Ungariei, János Mikita. Participanții au depus coroane de flori și flori și au aprins lumânări la locul accidentului. Tot în cadrul ceremoniei, clericii slovaci și maghiari au binecuvântat piatra de temelie a unui monument al victimelor, care va fi așezată lângă o biserică locală din satul maghiar Hejce.

## Investigații
Potrivit lui Tibor Dobson din cadrul unității de prevenire a dezastrelor din cadrul Ministerului de Interne al Ungariei, avionul s-a abătut cu 3 km în afara culoarului de zbor prezentat în planul de zbor după ce controlorii de trafic aerian din Slovacia au preluat zborul de la controlorii maghiari. 
Echipajul ar fi comis o eroare de navigație atunci când a avut loc apropierea de dealului Borso, în acel moment ei credeau că se află în valea câmpiei Hornád și prin urmare nu se află niciun obstacol în față la coborâre. Potrivit comisiei de anchetă, echipajul a considerat că altimetrul dă indicații eronate și au trecut de la zborul pe bază instrumentală la abordarea vizuală a aeroportului din Kosice. Ancheta ar fi stabilit astfel că pilotul a coborât prea devreme într-o zonă întunecată ghidat de luminile din Košice.
Cu toate acestea, după mai mult de un deceniu de la accident, supraviețuitorii au cerut o nouă investigație a accidentului din cauza suspiciunii că rezultatele anchetei nu sunt corecte și că nu s-au luat în considerare alte dovezi. Acest lucru este evidențiat și de decizia Curții Regionale din Bratislava, care nu a confirmat vinovăția pilotului, iar forțele armate ale Republicii Slovace au recunoscut că pilotul Norbert Kumančík, căpitanul navei, este responsabil în proporție de 80 % de producerea accidentului.